# Colletes claripes
Colletes claripes är en biart som beskrevs av Heinrich Friese 1925. Colletes claripes ingår i släktet sidenbin, och familjen korttungebin. Inga underarter finns listade i Catalogue of Life.